# Insjön
För andra betydelser, se Insjön (olika betydelser).
Insjön (uttal (fil)) är en tätort i Leksands kommun, tillika kyrkort i Åls socken, Dalarnas län och ligger cirka 10 kilometer sydost om Leksand. 
Orten genomkorsas av riksväg 70 samt av järnvägen Dalabanan.

## Historia
År 1884 drogs järnvägen från Borlänge fram till Ål och en järnvägsstation anlades vid en brygga i sjön Insjön, varifrån man sedan kunde fortsätta med ångbåt till Leksand, Rättvik och Mora. Här, i anslutning till Ålbyn eller Ålbyggebyn växte ett mindre centrum fram, främst tack vare Åhlén & Holm som gjorde poststationen här till den näst största i Sverige vad gällde skickade försändelser. Järnvägs- och poststationens namn gjorde att namnet Ålbyn trängdes undan.
År 1914 blev järnvägsförbindelsen till Leksand och Rättvik klar, och stationen flyttades då till byn Övre Heden, men behöll sitt namn. Samhället vid Ålbyn övergavs snart. I stället växte samhället runt järnvägen. Redan tidigare satt byn Holen ihop med byarna Övre och Nedre Heden, något som ytterligare utvecklades i takt med att Insjön växte.
Som en udda och intressant historisk liten notis kan anföras den verksamhet som Insjö sonen Bond Per Erik stod för med sitt företag Insjöns Frörenseri AB. Till orten köpte han 1919 av Munktells en av Sveriges finaste Ånglokomobiler verksam hemma vid, och ambulerande såg och trösk under 15 års tid. Lokomobilen finns idag bevarad men på annan ort men utgör en liten pärla i Insjöns historia.

### Befolkningsutveckling
| Befolkningsutvecklingen i Insjön 1960–2020 | Befolkningsutvecklingen i Insjön 1960–2020 | Befolkningsutvecklingen i Insjön 1960–2020 | Befolkningsutvecklingen i Insjön 1960–2020 | Befolkningsutvecklingen i Insjön 1960–2020 |
| ------------------------------------------ | ------------------------------------------ | ------------------------------------------ | ------------------------------------------ | ------------------------------------------ |
|                                            |                                            |                                            |                                            |                                            |
| År                                         |                                            |                                            | Folkmängd                                  | Areal (ha)                                 |
| 1960                                       | 1960                                       |                                            | 1 685                                      |                                            |
| 1965                                       | 1965                                       |                                            | 1 774                                      |                                            |
| 1970                                       | 1970                                       |                                            | 1 885                                      |                                            |
| 1975                                       | 1975                                       |                                            | 1 858                                      |                                            |
| 1980                                       | 1980                                       |                                            | 1 904                                      |                                            |
| 1990                                       | 1990                                       |                                            | 2 083                                      | 313                                        |
| 1995                                       | 1995                                       |                                            | 2 032                                      | 315                                        |
| 2000                                       | 2000                                       |                                            | 2 030                                      | 315                                        |
| 2005                                       | 2005                                       |                                            | 2 150                                      | 318                                        |
| 2010                                       | 2010                                       |                                            | 2 149                                      | 348                                        |
| 2015                                       | 2015                                       |                                            | 2 141                                      | 368                                        |
| 2020                                       | 2020                                       |                                            | 2 086                                      | 385                                        |
|                                            |                                            |                                            |                                            |                                            |

## Näringsliv
Insjön är känt för entreprenörsanda. I Insjön finns en del större företag såsom sågverk, trähusfabrik (japanska Tomoku Hus), postorderföretag, byggföretag och hemslöjdsföretag. Dessutom finns ett stort antal småföretag. Åhlen & Holm (Åhléns) grundades som postorderföretag 1899 i Insjön men idag är det Clas Ohlson med postorder och varuhus som är det tongivande företaget i Insjön och Leksand. I början av 1900-talet fanns här Kocks Kryddor, ej att förväxla med företaget Kockens kryddor. Insjön har en betydande inpendling av arbetskraft.

## Utbildning
Inom hemslöjds- och konsthantverkskretsar är Hemslöjdens gård – Sätergläntan ett begrepp. Den startade som en vävskola i början 1900-talet och ligger på Knippboberget.

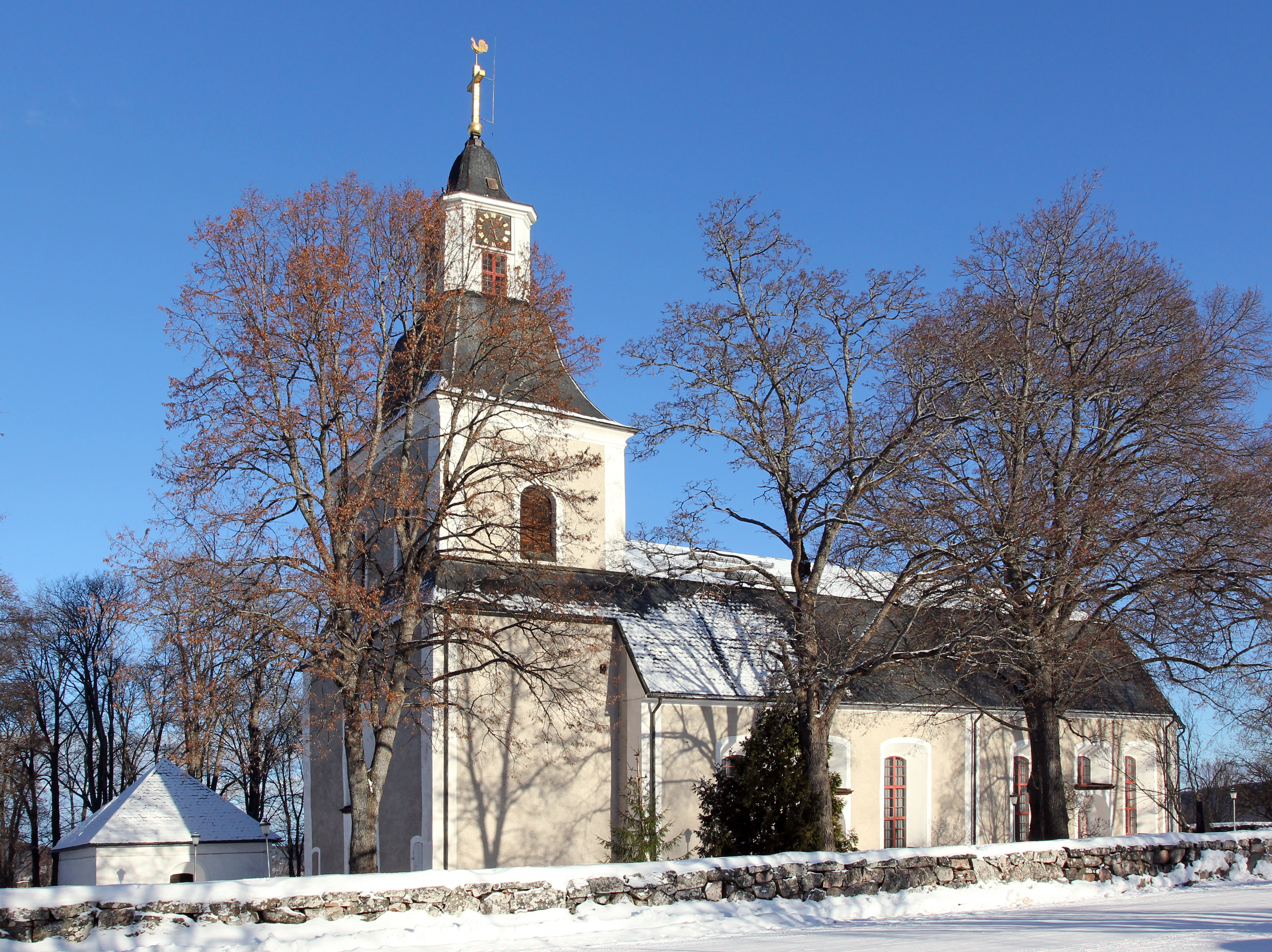
Åhls kyrka.
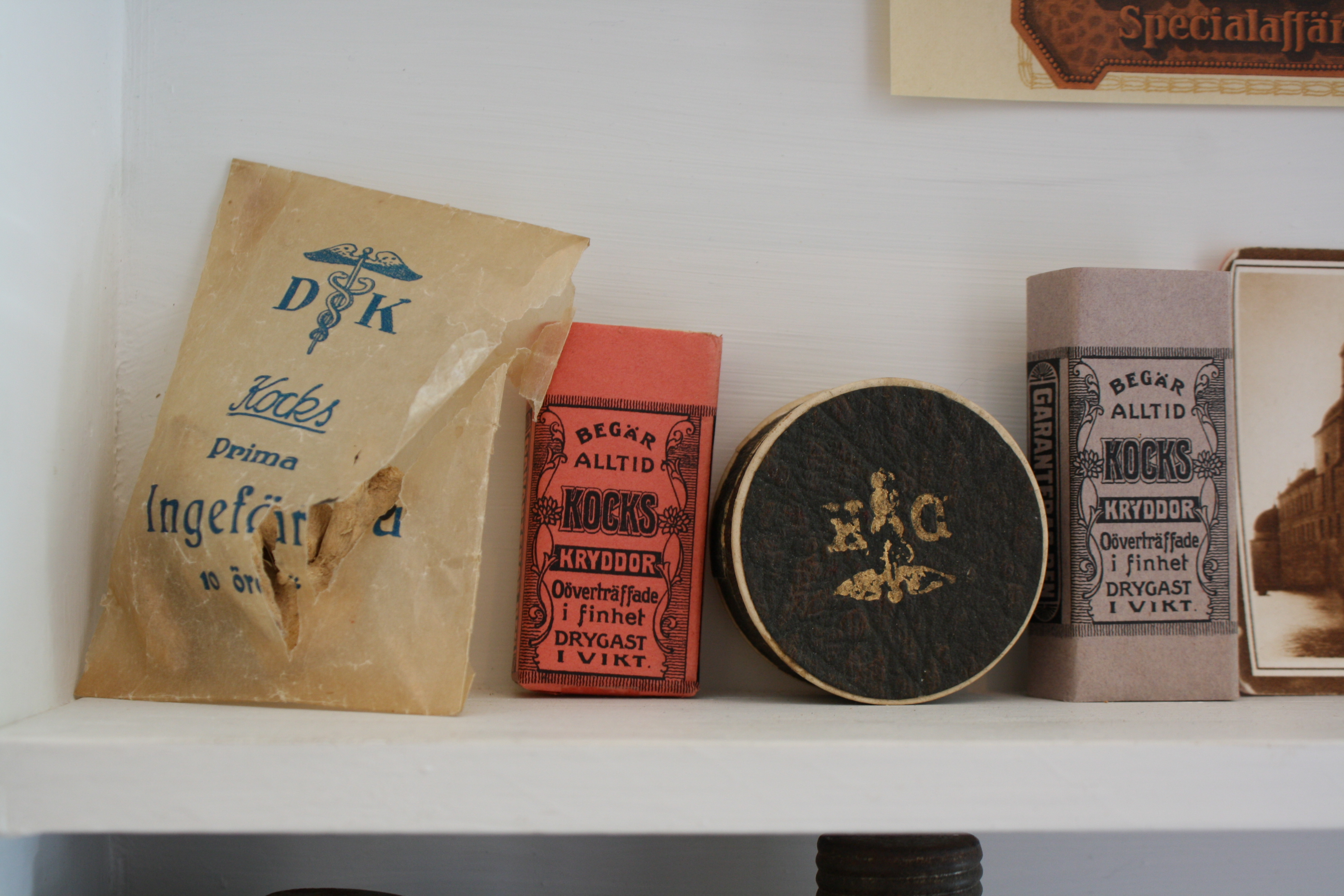
Burkar från Kocks kryddor.
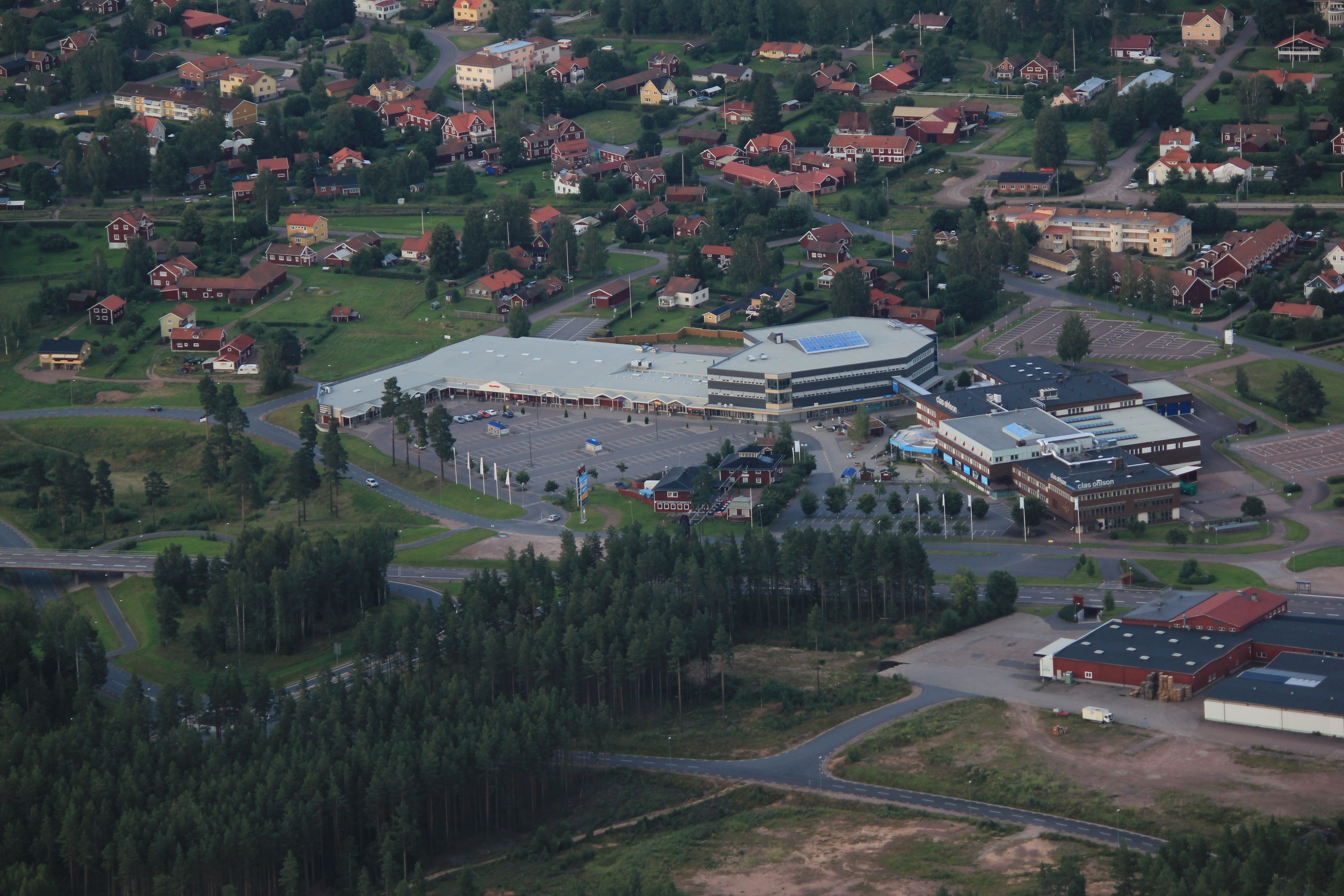
Handelsplatsen Hjultorget med Clas Ohlson-butiken.
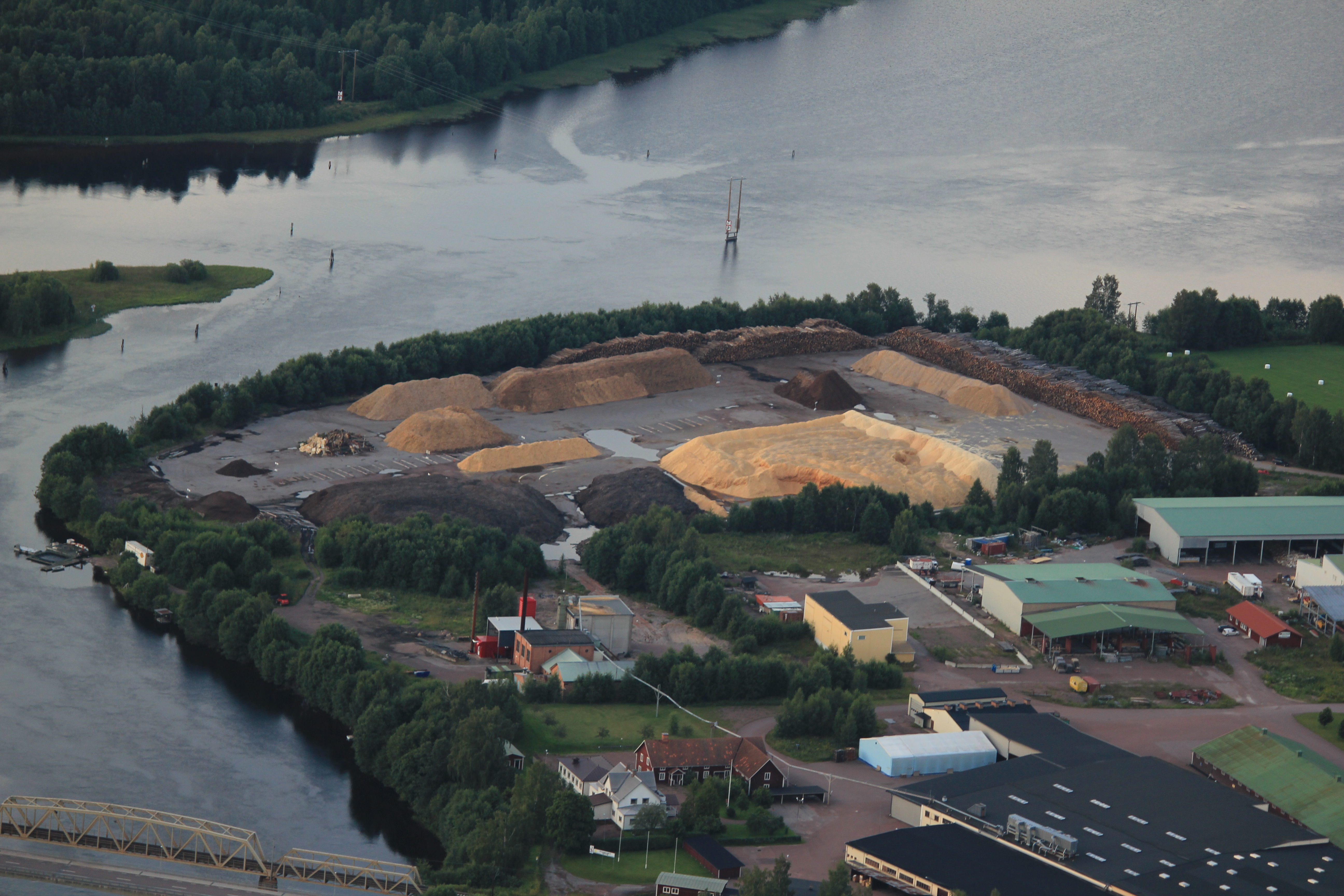
Sågverk och träindustri.
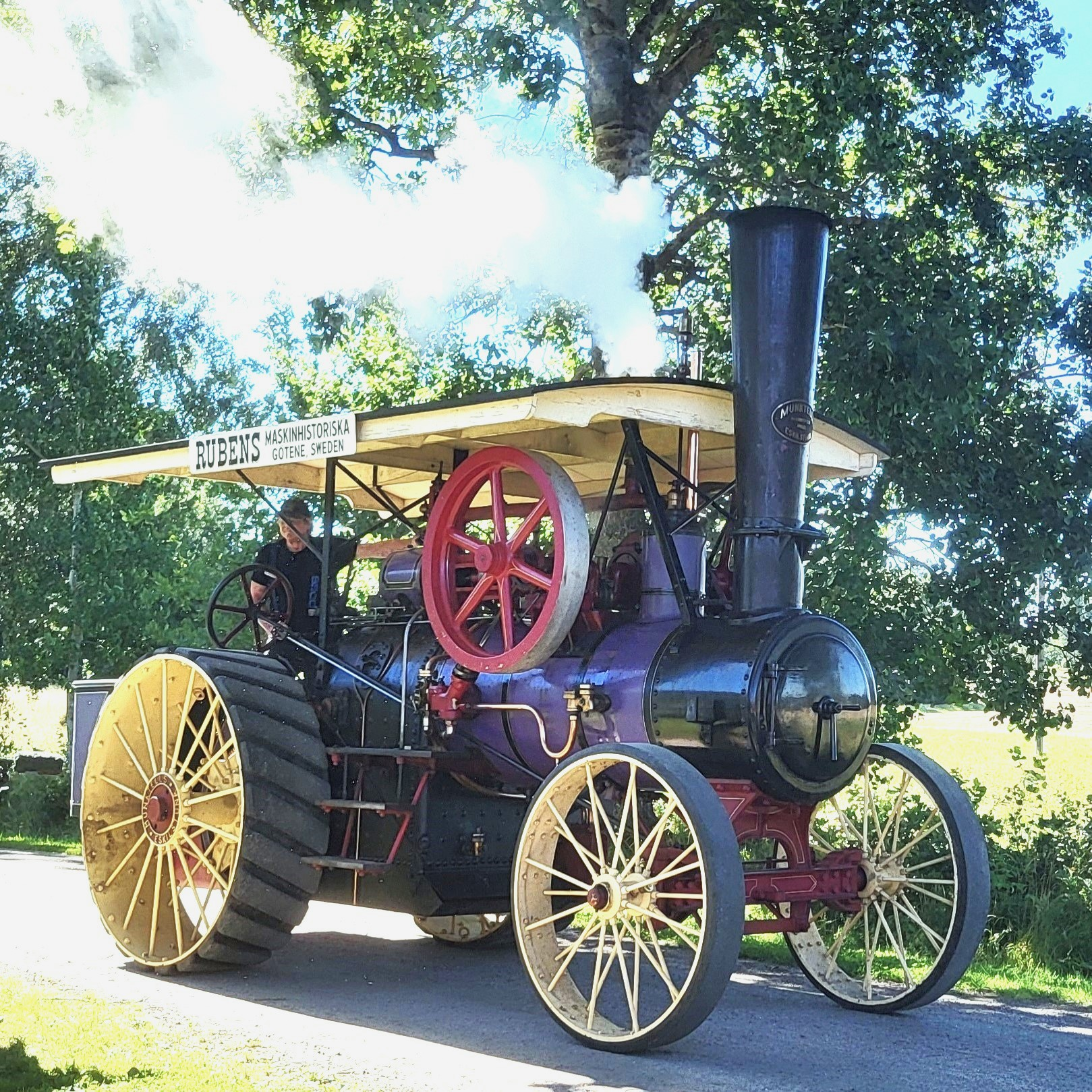
Bond Per-Eriks självgående lokomobil som agerade runt Insjön 1919-34